# ولنات کوو (کارولینای شمالی)
ولنات کوو (به انگلیسی: Walnut Cove) شهری در ایالت کارولینای شمالی کشور ایالات متحده آمریکا است که جمعیت آن در سرشماری سال ۲۰۱۰ میلادی، ۱٬۴۲۵ نفر بوده‌است.